# Llista de topònims de Pià
Llista de topònims (noms propis de lloc) de Pià (Rosselló).
Informació actualitzada per un bot. Els canvis manuals es perdran quan s'actualitzi!

## església
| imatge | Nom                       | Ubicat a | instància de | Detalls | coordenades                                                          | Protecció | Commons (més fotos)                        | Dades a WD                    |
| ------ | ------------------------- | -------- | ------------ | ------- | -------------------------------------------------------------------- | --------- | ------------------------------------------ | ----------------------------- |
|        | Sant Quirze de Pià        | Pià      | església     |         | 42° 44′ 44″ N, 2° 55′ 14″ E / 42.7455°N,2.92042°E Catalunya del Nord |           | Église Saint-Cirq et Sainte-Julitte de Pia | Modifica les dades a Wikidata |
|        | Sant Sadurní d'Hortolanes | Pià      | església     |         | 42° 44′ 44″ N, 2° 55′ 14″ E / 42.7455°N,2.92041666667°E              |           |                                            | Modifica les dades a Wikidata |

## Misc
| imatge | Nom                                 | Ubicat a           | instància de                          | Detalls                                                  | coordenades                                                                                               | Protecció | Commons (més fotos) | Dades a WD                    |
| ------ | ----------------------------------- | ------------------ | ------------------------------------- | -------------------------------------------------------- | --- | --------- | ------------------- | ----------------------------- |
|        | Aglí                                | Pirineus Orientals | riu                                   | Desemboca: mar Mediterrània Llarg: 81.7km Conca: 1055km² | 42° 46′ 45″ N, 3° 02′ 20″ E / 42.77916667°N,3.03888889°E 4 msnm                                           |           | Agly                | Modifica les dades a Wikidata |
|        | Alou comtal de Peracalç i Ortolanes | Pià                | alou                                  |                                                          | 42° 45′ 28″ N, 2° 55′ 25″ E / 42.757908333333°N,2.9237361111111°E                                         |           |                     | Modifica les dades a Wikidata |
|        | Pia                                 | Pià                | estació de ferrocarril                |                                                          | 42° 44′ 35″ N, 2° 55′ 23″ E / 42.743034°N,2.923103°E                                                      |           |                     | Modifica les dades a Wikidata |
|        | casa de la vila de Pià              | Pià                | instal·lació Ús: seu del govern local |                                                          | 42° 44′ 39″ N, 2° 55′ 11″ E / 42.744045223501°N,2.91977238652663°E fr:18 AV DU MARECHAL JOFFRE, 66380 PIA |           | Town hall of Pia    | Modifica les dades a Wikidata |
|        | cementiri de Pià                    | Pià                | cementiri                             |                                                          | 42° 44′ 26″ N, 2° 54′ 54″ E / 42.7406°N,2.915°E                                                           |           |                     | Modifica les dades a Wikidata |
|        | estadi Daniel Ambert                | Pià                | estadi instal·lació esportiva         |                                                          | 42° 44′ 50″ N, 2° 55′ 24″ E / 42.74724°N,2.92347°E fr:RUE DU STADE LES BASSES 66380 Pia                   |           | Stade Daniel-Ambert | Modifica les dades a Wikidata |